# بيت الهجام (أرحب)

تعديل مصدري - تعديل

بيت الهجام هي إحدى قرى عزلة زندان بمديرية أرحب التابعة لمحافظة صنعاء، بلغ تعداد سكانها 65 نسمة حسب تعداد اليمن لعام 2004.